# گودال میسل
گودال میسل (به انگلیسی: Messel pit) در کشور آلمان واقع شده‌است. گودال میسل از آثار طبیعی میراث جهانی ثبت‌شده در این کشور است که در سال ۱۹۹۵ با شماره ثبت 720bis در فهرست میراث جهانی یونسکو به ثبت رسید.

## ثبت در یونسکو
سایت‌های میراث جهانی سازمان آموزشی، علمی و فرهنگی ملل متحد، یونسکو مکان‌هایی هستند که دارای اهمیت فرهنگی یا طبیعی هستند، همان‌طور که در پیمان‌نامه میراث جهانی یونسکو، که در سال ۱۹۷۲ تأسیس شده، شرح داده شده‌است. طبق کنوانسیون یونسکو هر اثری پس از ثبت توسط این کمیته باید از سوی کشور نگهدارنده اثر مورد توجه ویژه قرار گیرد و انجام هرگونه دخل و تصرف یا اقدامی که باعث به خطر افتادن آن شود، ممنوع است.
گودال میسل در ۱۹امین نشست کمیته میراث جهانی یونسکو در سال ۱۹۹۵ با معیارهای (viii) به عنوان یک اثر طبیعی در فهرست میراث جهانی یونسکو در آلمان قرار گرفت.

## نگارخانه

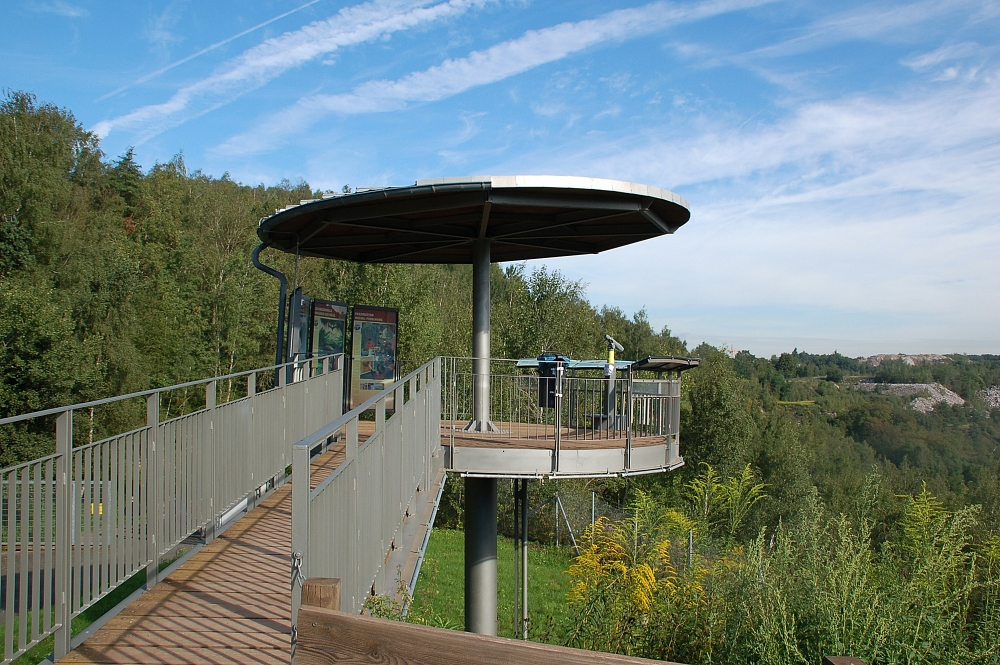
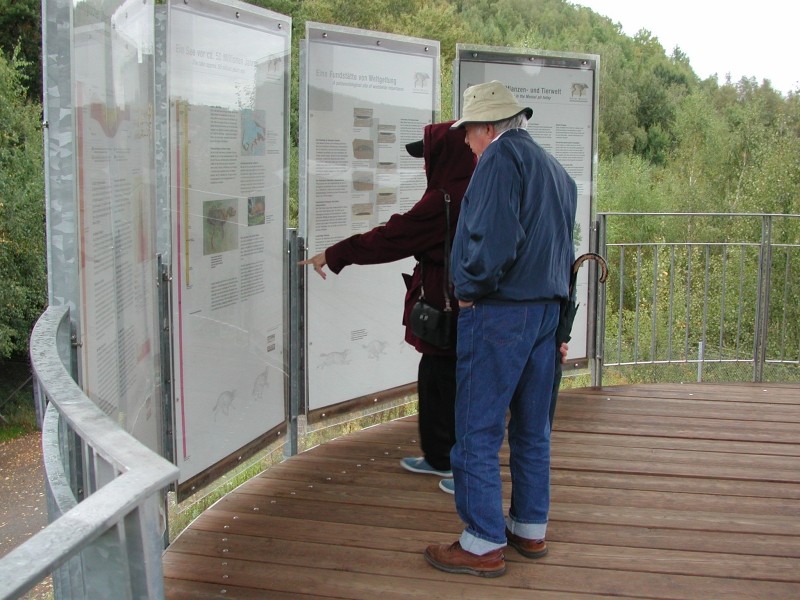
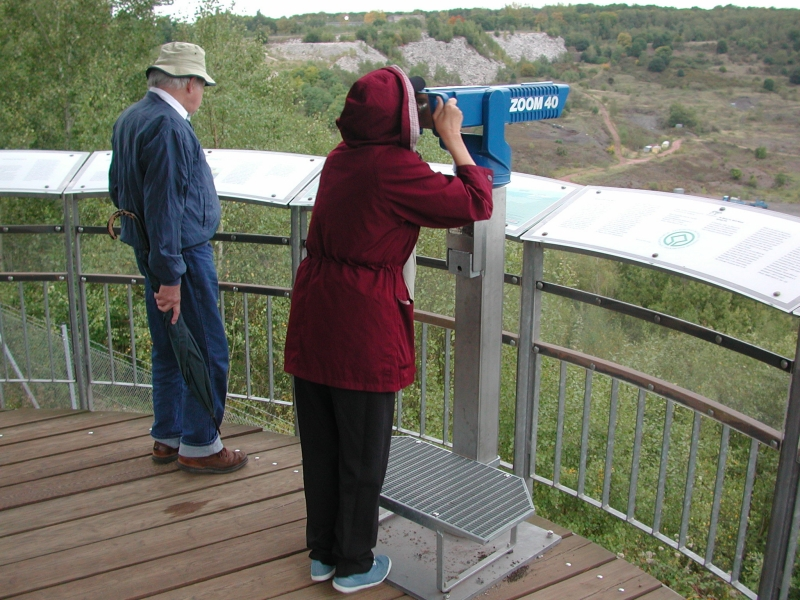